# Coudenberg
Pour les articles homonymes, voir Coudenberg (homonymie).

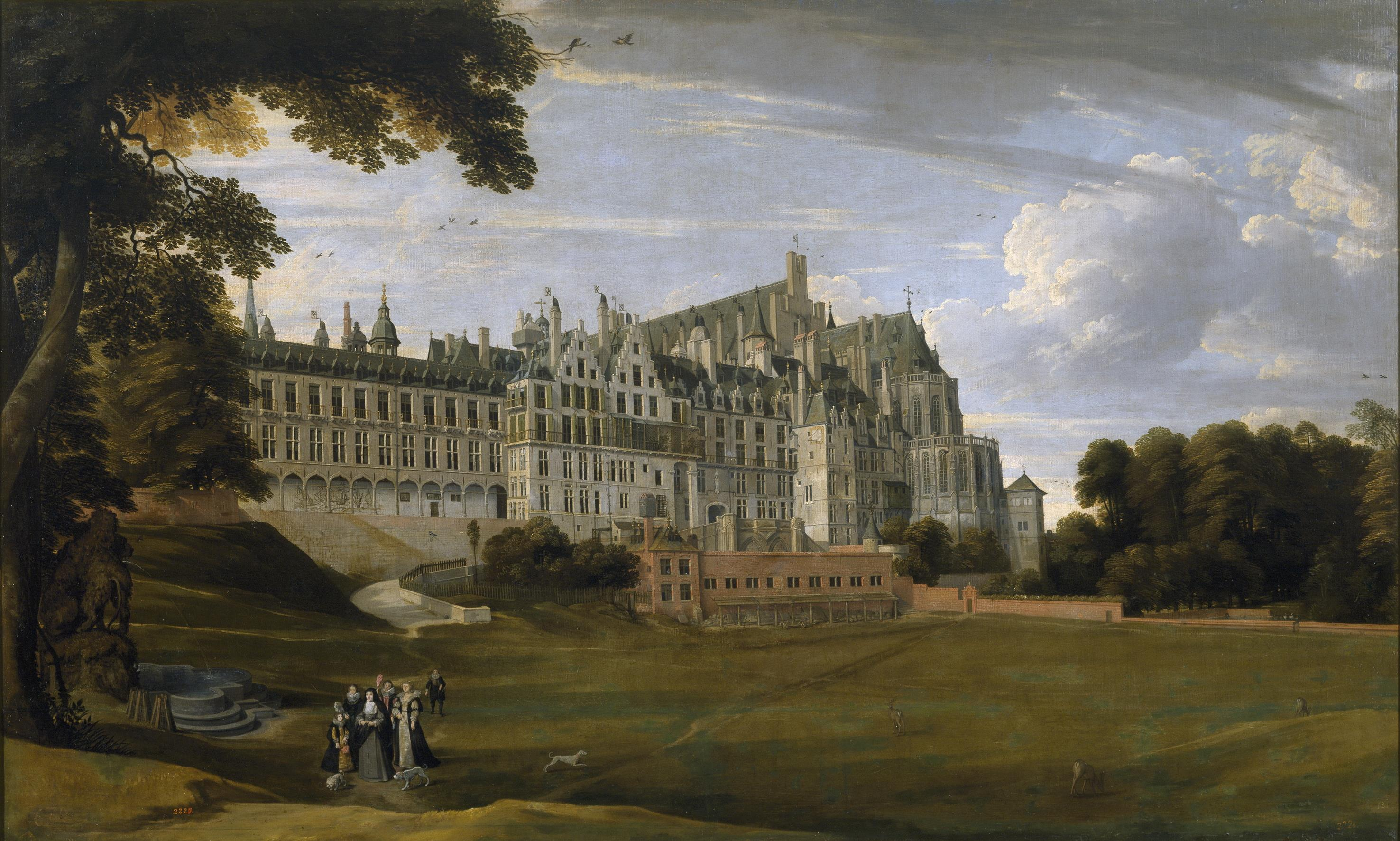
Le palais du Coudenberg

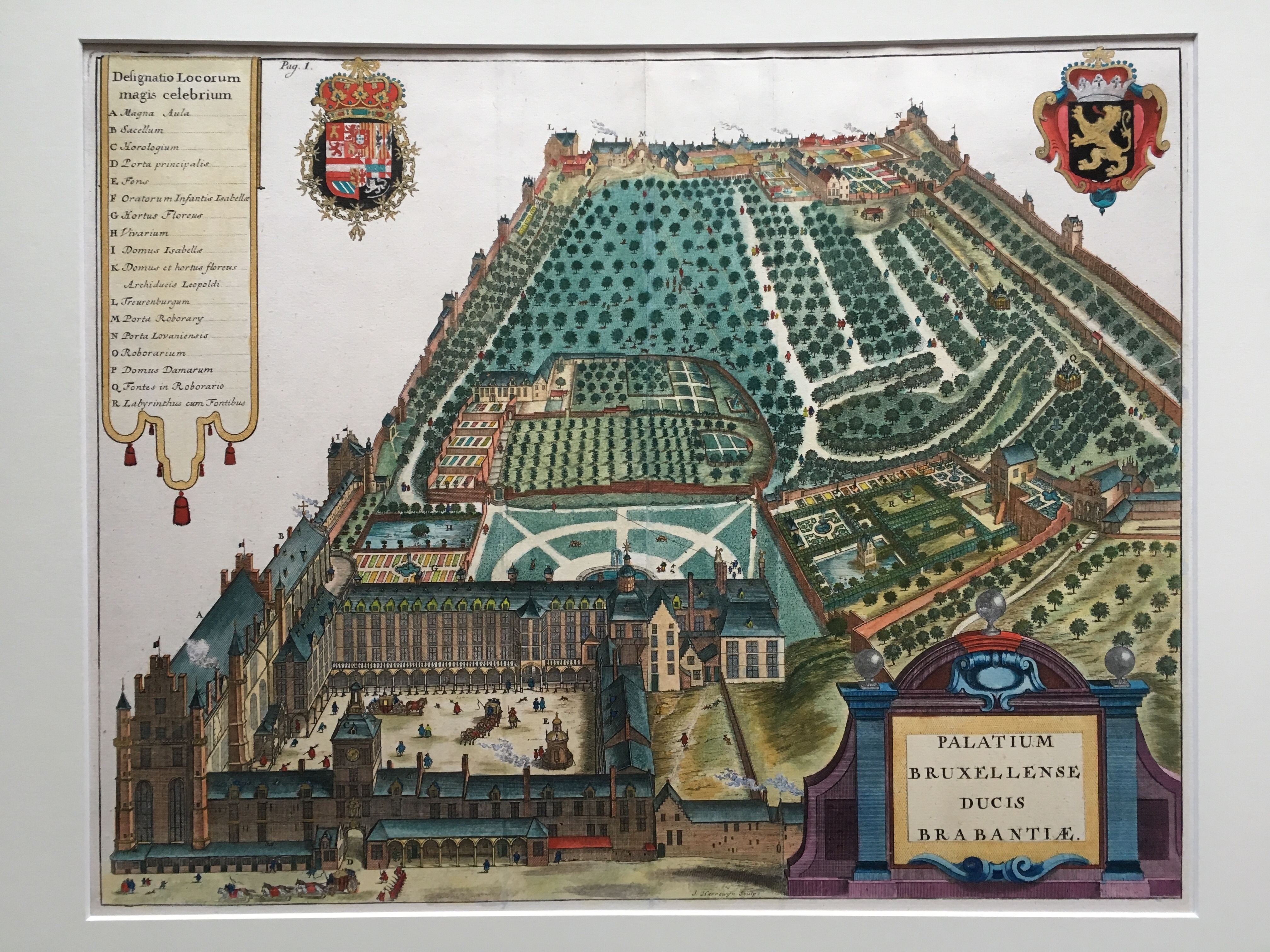
Vue sur le palais du Coudenberg et ses jardins (Harrewijn / Butkens, 1726)

Le Coudenberg (en néerlandais : Koudenberg), aussi connu dans l'histoire sous les noms francophones de Froidmont et mont froid, est l'une des collines de la ville belge de Bruxelles.

## Description
La pente s'étend de la Grand-Place à l'est de la ville basse vers la ville haute. Sur cette colline se dressait le palais du Coudenberg, jusqu'à ce qu'il soit détruit par un incendie en 1731 et le palais de Nassau. Le point culminant de la pente du Coudenberg est atteint dans le Haut-Ixelles autour de la rue de la Croix et de la rue du Couvent. Vous y trouverez également dans la rue de la Vanne un réservoir d'eau qui y était déjà construit au XIXe siècle. Une partie de la pente entre la ville haute et la ville basse était connue sous le nom de Hofberg ou Montagne de la Cour entre les XVe et XVIIIe siècles. Sous le roi Léopold II, le Mont des Arts a été construit à la place de ce dernier avec de nombreux musées. Au sud du quartier royal se trouve le Sablon, qui relie également les parties hautes et basses de la ville. Au nord du Coudenberg, vous trouverez le mont Saint-Michel (autour de la cathédrale) et le Treurenberg, faisant également le lien entre la ville basse et la ville haute.
Le Coudenberg abrite le musée Magritte et la Maison de la Région bruxelloise.
La partie de la Coudenberg entre la rue Ravenstein et rue Montagne de la Cour porte également le nom de Coudenberg (odonyme).

## Nom et orthographe
La référence aux températures froides dans le nom est probablement due à l'exposition de l'emplacement aux vents froids du nord.
Au début du néerlandais moyen, le nom était écrit comme Coudenberg ou Coudenbergh (latinisé Caldenberga, Frigidus mons, à l'ablatif Frigido Monte ou encore Mons frigidus). L'orthographe avec «k» ne se trouve pas en néerlandais moyen. À l'époque moderne, l'orthographe néerlandaise a été révisée et elle est devenue Koudenberg. En français, on parle toujours aujourd'hui de Coudenberg et jusqu'au XIXe siècle, on écrivait aussi Caudenberg. Les appellations francophones Froidmont et mont froid sont également moins courantes aujourd'hui. Le nom Coudenberg (avec c) est donc plus conforme à l'histoire de Bruxelles et du quartier Coudenberg que le Koudenberg modernisé. Le nom de l'ancien palais est également souvent écrit avec un «c».

## Histoire
La première mention date de 1187, où un certain Hugo de Frigido Monte est  cité dans un acte concernant l'abbaye de Forest. En 1236, un autre Hugues de Coudenberg est cité comme échevin de la ville. En 1383, le lignage de Coudenberg est chargé de surveiller la porte de Cologne.
La colline est étroitement liée à l'émergence de Bruxelles . Il compte deux châteaux: celui des vicomtes (non encore confirmé archéologiquement) et celui des ducs.
Le palais du Coudenberg a été construit par les ducs de Brabant et agrandi par la suite par Philippe le Bon et l' empereur Charles Quint, lorsque Bruxelles est devenue la capitale de la partie bourguignonne de l'empire des Habsbourg. Les ruines du palais ont disparu avec le réaménagement du quartier après 1775. Aujourd'hui, ce lieu abrite à nouveau le quartier royal avec la place Royale, la cathédrale Saint-Jacques-sur-Coudenberg, la statue de Godefroy de Bouillon et un peu plus loin le palais royal.